# بوبا مونرو
بوبا مونرو (بالإنجليزية: Bubba Monroe)‏ هو مصارع محترف أمريكي، ولد في 1958 في Tioga, Louisiana ‏ في الولايات المتحدة.

## روابط خارجية
- بوبا مونرو على موقع CageMatch worker (الإنجليزية)